# Дмитренки (Гайсинский район)
Дмитренки (укр. Дмитренки) — село на Украине, находится в Гайсинском районе Винницкой области.
Код КОАТУУ — 0520880606. Население по переписи 2001 года составляет 272 человека. Почтовый индекс — 23744. Телефонный код — 4334.
Занимает площадь 0,094 км².